# Friedrich Arthur Köhler
Friedrich Arthur Köhler (* 23. Dezember 1832 in Halberstadt; † 7. Juni 1919) war ein preußischer Generalleutnant.

## Leben

### Herkunft
Friedrich Arthur war ein Sohn des Premierleutnants a. D. und Stadtrats von Halberstadt Fritz Köhler († 1866) und dessen Ehefrau Luise, geborene Weißen († 1867).

### Militärkarriere
Nach dem Besuch des Domgymnasiums in seiner Heimatstadt trat Köhler am 1. Oktober 1849 als Kanonier in die 3. Artillerie-Brigade der Preußischen Armee ein und absolvierte zur weiteren Ausbildung von Oktober 1852 bis Juni 1855 die Vereinigte Artillerie- und Ingenieurschule. Zwischenzeitlich zum außeretatmäßigen Sekondeleutnant avanciert, wurde er Mitte Oktober 1855 mit Patent vom 20. Oktober 1853 zum Artillerieoffizier ernannt. Nach Verwendungen als Adjutant der Festungsabteilung und der I. Abteilung erfolgte am 1. Oktober 1860 unter Beförderung zum Premierleutnant seine Versetzung in die Magdeburgische Artillerie-Brigade Nr. 4. Am 3. April 1866 wurde Köhler als Adjutant der 2. Artillerie-Inspektion kommandiert und am 9. Mai 1866 unter Belassung in seiner Stellung als Hauptmann in die Ostpreußische Artillerie-Brigade Nr. 1 versetzt. Während des Deutschen Krieges war er vom 3. Juni bis zum 30. September 1866 Adjutant des Kommandeurs der Artillerie der 1. Armee. In dieser Eigenschaft nahm Köhler an den Schlachten bei Münchengrätz sowie Königgrätz teil und erhielt am 20. September 1866 den Roten Adlerorden IV. Klasse mit Schwertern.
Anschließend war Köhler vom 31. Dezember 1866 bis zum 9. März 1872 auch Mitglied der Prüfungskommission für außeretatmäßiger Sekondeleutnants der Artillerie und des Ingenieurkorps.
Während des Deutsch-Französischen Krieges war er vom 18. Juli 1870 bis zum 14. Juni 1871 wieder Adjutant des Kommandeurs der Artillerie der 1. Armee. Nach seiner Verwundung bei Gravelotte nahm er an den Schlachten bei Amiens, an der Hallue, bei Saint-Quentin, der Belagerung von Metz sowie dem Gefecht am Bois de Vaux teil. Ausgezeichnet mit dem Eisernen Kreuz II. Klasse wurde er nach dem Friedensschluss am 9. März 1872 mit Patent vom 23. September 1865 als Batteriechef in das Hessische Feldartillerie-Regiment Nr. 11 versetzt und Ende Dezember 1872 zum Major befördert. Am 10. Mai 1874 folgte seine Versetzung in das Nassauische Feldartillerie-Regiment Nr. 27 und am 27. Januar 1875 wurde Köhler zum Kommandeur der I. Abteilung im Feldartillerie-Regiments Nr. 3 ernannt, sowie Mitte September 1880 zum Oberstleutnant befördert. Daran schloss sich am 1. April 1881 eine Verwendung als Kommandeur des neu aufgestellten Feldartillerie-Regiments Nr. 31 in Hagenau an. Unter Stellung à la suite seine Regiments wurde Köhler am 11. Dezember 1884 zum Direktor der Vereinigten Artillerie- und Ingenieurschule ernannt und Mitte April 1885 zum Oberst befördert. Am 22. März 1888 wurde er Kommandeur der 11. Feldartillerie-Brigade in Kassel und Mitte September 1888 Generalmajor. Unter Verleihung des Charakters als Generalleutnant wurde Köhler am 14. Oktober 1890 mit Pension zur Disposition gestellt. Anlässlich des Ordensfestes würdigte ihn Kaiser Wilhelm II. im Januar 1892 durch die Verleihung des Roten Adlerordens II. Klasse mit Eichenlaub und Schwertern am Ringe.
Er starb am 7. Juni 1919.

### Familie
Köhler heiratete am 22. Mai 1859 in Loburg Amalie Blumenthal. Die Ehe blieb kinderlos.